# Mosolotshane
Mosolotshane è un villaggio del Botswana situato nel distretto Centrale, sottodistretto di Mahalapye. Il villaggio, secondo il censimento del 2011, conta 2.017 abitanti.

## Località
Nel territorio del villaggio sono presenti le seguenti 21 località:
- Goo-Sefako di 57 abitanti,
- Kamolatlhwa di 30 abitanti,
- Lebotane,
- Leetselenthe di 102 abitanti,
- Manakalengwe di 40 abitanti,
- Maologane,
- Mapuba di 6 abitanti,
- Masuduakgomo di 21 abitanti,
- Mhate di 39 abitanti,
- Mmapaya di 8 abitanti,
- Molawane,
- Mosolotshane Lands di 5 abitanti,
- Nthwane di 3 abitanti,
- Ntsikwe di 32 abitanti,
- Pebane/Kalange di 10 abitanti,
- Phalapye di 78 abitanti,
- Ramojapotse di 6 abitanti,
- Ramosukudu,
- Serowenyana di 5 abitanti,
- Serowenyane,
- Taukgolo di 21 abitanti